# Aragarças
Aragarças é um município brasileiro do interior do estado de Goiás, Região Centro-Oeste do país. Localiza-se a uma latitude 15º53'51" sul e a uma longitude 52º15'03" oeste, estando a uma altitude de 310 metros. Sua população foi estimada em 20 118 habitantes, conforme dados do IBGE de 2019. As principais atividades econômicas são o comércio, agricultura e o turismo. Contudo, a maioria da população trabalha no município vizinho, Barra do Garças, em Mato Grosso.

## História
Os primeiros registros de presença de não-índios na margem direita do Rio Araguaia na altura da barra do Rio das Garças datam do Século XVII, quando bandeirantes paulistas desbravavam o interior do país à caça de especiarias, índios, ouro assim como da posse de territórios além do limite estabelecido no Tratado de Tordesilhas.
Dessa forma, os primeiros moradores não índios efetivos da região foram os garimpeiros que se aventuravam pelo sertão de Goiás em busca da lendária Serra dos Martírios e sua mitológica mina inesgotável de ouro. A maioria desses aventureiros chegou à região pelo Rio Araguaia, através de embarcações e provinham do norte de Goiás, hoje Tocantins, oeste da Bahia e sul do Maranhão e Piauí.
Oficialmente, reconhece-se o ano de 1872 como sendo a data de fundação do primeiro núcleo populacional urbano que viria, mais tarde, transformar-se na cidade de Aragarças. O povoado foi erguido por garimpeiros oriundos de Araguaiana, vila também fundada por garimpeiros anos antes na margem esquerda do Rio Araguaia, no Estado de Mato Grosso.

## Geografia

### Clima
Segundo dados da estação meteorológica convencional do Instituto Nacional de Meteorologia (INMET) de Aragarças, em operação desde maio de 1970, a menor temperatura registrada na cidade foi de 4 °C nos dias 18 de julho de 1975 e 21 de julho de 1981. A maior, por outro lado, atingiu 44,3 °C em 9 de outubro de 2020, sendo este o recorde de maior temperatura registrada em Goiás e uma dez maiores temperaturas do país pelo INMET.
O recorde de precipitação em 24 horas é de 179,2 milímetros (mm) em 19 de março de 1974. Desde julho de 2007, quando o INMET instalou uma estação automática no mesmo local, a rajada de vento mais forte alcançou 24,4 m/s (87,8 m/h) em 29 de setembro de 2017 e o menor nível de umidade relativa do ar (URA) ocorreu na tarde de 19 de setembro de 2021, chegando a apenas 8%.
| Dados climatológicos para Aragarças                                                            | Dados climatológicos para Aragarças | Dados climatológicos para Aragarças | Dados climatológicos para Aragarças | Dados climatológicos para Aragarças | Dados climatológicos para Aragarças | Dados climatológicos para Aragarças | Dados climatológicos para Aragarças | Dados climatológicos para Aragarças | Dados climatológicos para Aragarças | Dados climatológicos para Aragarças | Dados climatológicos para Aragarças | Dados climatológicos para Aragarças | Dados climatológicos para Aragarças |
| Mês                                                                                            | Jan                                 | Fev                                 | Mar                                 | Abr                                 | Mai                                 | Jun                                 | Jul                                 | Ago                                 | Set                                 | Out                                 | Nov                                 | Dez                                 | Ano                                 |
| ---------------------------------------------------------------------------------------------- | ----------------------------------- | ----------------------------------- | ----------------------------------- | ----------------------------------- | ----------------------------------- | ----------------------------------- | ----------------------------------- | ----------------------------------- | ----------------------------------- | ----------------------------------- | ----------------------------------- | ----------------------------------- | ----------------------------------- |
| Temperatura máxima recorde (°C)                                                                | 38,6                                | 37                                  | 38,1                                | 37,8                                | 36,8                                | 37                                  | 37,2                                | 41                                  | 43                                  | 44,3                                | 40,6                                | 38,9                                | 44,3                                |
| Temperatura máxima média (°C)                                                                  | 31,9                                | 32,1                                | 32,5                                | 33                                  | 32,5                                | 32,5                                | 33,1                                | 35,4                                | 36,5                                | 35,4                                | 33                                  | 32,2                                | 33,3                                |
| Temperatura média compensada (°C)                                                              | 26,2                                | 26,2                                | 26,3                                | 26,4                                | 24,8                                | 23,6                                | 23,4                                | 25,7                                | 28                                  | 28,3                                | 26,8                                | 26,3                                | 26                                  |
| Temperatura mínima média (°C)                                                                  | 22,1                                | 22,1                                | 22                                  | 21,4                                | 18,7                                | 16,4                                | 15,5                                | 17,3                                | 20,6                                | 22,4                                | 22,2                                | 22,1                                | 20,2                                |
| Temperatura mínima recorde (°C)                                                                | 18                                  | 16,8                                | 14,8                                | 13,3                                | 5                                   | 4,4                                 | 4                                   | 6,6                                 | 10                                  | 15,7                                | 15,7                                | 16,9                                | 4                                   |
| Precipitação (mm)                                                                              | 298,7                               | 213,2                               | 207,4                               | 88,5                                | 21,4                                | 10,7                                | 5,5                                 | 6,9                                 | 32,8                                | 118,1                               | 198,4                               | 249,3                               | 1 450,9                             |
| Dias com precipitação (≥ 1 mm)                                                                 | 18                                  | 15                                  | 13                                  | 7                                   | 2                                   | 1                                   | 1                                   | 1                                   | 4                                   | 8                                   | 13                                  | 17                                  | 100                                 |
| Umidade relativa compensada (%)                                                                | 79,4                                | 78,9                                | 78,7                                | 74,5                                | 69,9                                | 64,7                                | 57,3                                | 48,7                                | 50,8                                | 62,4                                | 74,2                                | 78,6                                | 68,2                                |
| Insolação (h)                                                                                  | 152,3                               | 149,6                               | 184,8                               | 220,4                               | 250,4                               | 254,5                               | 274,8                               | 275,8                               | 209,6                               | 189,6                               | 155,7                               | 141,7                               | 2 459,2                             |
| Fonte: INMET (normal climatológica de 1991-2020; recordes de temperatura: 01/05/1970-presente) |                                     |                                     |                                     |                                     |                                     |                                     |                                     |                                     |                                     |                                     |                                     |                                     |                                     |

## Política
Em 2013, o prefeito Aurélio Mauro Mendes (PSDB) foi preso durante o exercício do mandato, na Operação Tarja Preta, acusado de pertencer a uma quadrilha que superfaturava a compra de remédios do município. Em 17 de novembro de 2014 foram denunciadas 23 pessoas envolvidas nas fraudes de Aragarças, além do prefeito, estão entre os denunciados o procurador-geral de Barra do Garças, Emerson Ferreira Coelho Souza; os secretários de Agricultura e de Saúde de Aragarças, José Carlos Martins Leão e Alex Almeida Leão; a ex-servidora de Aragarças Ilca Maria Granja; a servidora do Setor de Licitação de Aragarças, Suelen Freire de Almeida, e a pregoeira de Aragarças, Daiane Cristina de Oliveira Rohden.

## Turismo
Aragarças possui como principal atrativo o fato de ser banhada pelas águas do majestoso Rio Araguaia, ao longo dos cerca de 80km nos quais o rio percorre as terras do município podem ser vistas inúmeras praias. A mais frequentada delas é a Quarto Crescente, palco de memoráveis shows e eventos culturais, há também as praias do Sipó, próximo ao Setor Santa Luzia e a do Orlei, na saída para Baliza.
Acrescente-se que próximo a praia Quarto Crescente foi construída a Avenida Beira Rio, um belo e amplo espaço que tem sido utilizado para eventos como o carnaval, comemorações diversas e a já tradicional festa de réveillon.  
Assim como na cidade vizinha de Barra do Garças, há também em Aragarças um manancial de águas termais. O paradisíaco local localiza-se em propriedade privada e combina águas quentes com as belezas do Rio Araguaia, dista cerca de 27km de Aragarças, saída para Montes Claros de Goiás.
Observe-se que, devido a variada piscosidade apresentada pelos rios da região, é possível realizar ótimas pescarias e atividades contemplativas nos rios Caiapó, Diamantino, Garças e Araguaia. Aragarças por possuir aeródromo em atividade e bastante acessível é excelente ponto de partida.
Por fim, há também diversas manifestações religiosas e culturais relacionadas às origens católicas da maioria dos habitantes, como exemplo cita-se a folia de reis, quermesses e as festas dos dois padroeiros da cidade, Bom Jesus da Lapa e São Judas Tadeu são bastante convidativas.   